# Maynard Kong
Maynard Kong Wong (Ica,  30 de abril de 1946 - Lima, 23 de julio de 2013) fue un matemático, experto en informática y docente peruano, reconocido como uno de los pioneros de la Informática en el Perú.

## Biografía
Nacido en la ciudad de Ica.  Estuvo casado con Consuelo Moreno, con quien tuvo 4 hijos: Maynard Jorge, Consuelo Margarita, Rosa María y Martín Richard.
Estudió Ciencias Físicas y Matemáticas en la Facultad de Ciencias de la Universidad Nacional de Ingeniería (en Lima).
En 1967 ―cuando todavía cursaba el cuarto año de la universidad― fue invitado por José Tola Pasquel a dar clases como catedrático del nuevo Departamento Académico de Ciencias de la PUCP (Pontificia Universidad Católica del Perú), fundado por Tola Pasquel y por César Carranza Saravia.
Trabajó como docente de Centro Preuniversitario de la Acuni.

## Posgrado
Entre 1969 realizó estudios de doctorado en matemáticas en la Universidad de Chicago (en Illinois).
Su asesor doctoral fue el Prof. Richard Swan, en el área de álgebra k-theroy.
Se integró en la PUCP, como profesor de maestría del Departamento de Ciencias.
Siguió cursos posdoctorales en la Universidad de Stuttgart (en Alemania).

## Actividades académicas
- Fue cofundador de la Facultad de Ciencias de la PUCP (Pontificia Universidad Católica del Perú)[3]

- Fue fundador de la Escuela de Informática de la PUCP.
- Fue profesor en la Universidad Central de Venezuela.
- Fue profesor en la Universidad Privada Antenor Orrego, en Trujillo (Perú).
- Ha participado en varios coloquios de la Sociedad Matemática Peruana. En el de 1984, realizado en Universidad de La Molina, declaró que es posible refundar la matemática.[4]

## Premios y reconocimientos
- Profesor emérito de la PUCP
- Homenaje y diploma de reconocimiento de la Sociedad Matemática Peruana.[5]

## Publicaciones
- Kong, M. (1984). Lenguaje de Programación en Pascal. (Fondo Editorial de la Pontificia Universidad Católica del Perú). Este libro fue fundamental para la enseñanza de la programación en el Perú.[6]
- Kong, M. y Carranza, C. (1991). Teoría de Conjuntos y números naturales. (Impreso en Perú Offset, con auspicio de CONCYTEC)[7]
- Kong, M. (2001). Cálculo Diferencial. (Fondo Editorial de la Pontificia Universidad Católica del Perú)l[8]
- Kong, M. (2001). Cálculo Integral. (Fondo Editorial de la Pontificia Universidad Católica del Perú).[8]